# Steffen Driesen
Steffen Driesen (Düsseldorf, 30 novembre 1981) è un nuotatore tedesco.
Ha vinto una medaglia d'argento nella staffetta 4x100m misti alle Olimpiadi di Atene 2004.

## Palmarès
- Olimpiadi

Atene 2004: argento nella 4x100m misti.
- Mondiali

Fukuoka 2001: argento nella 4x100m misti e bronzo nei 100m dorso.
- Europei in vasca corta

Dublino 2003: argento nei 200m dorso e bronzo nei 100m dorso.